# Antonio Romero (futbolista)
César Antonio Romero (Resistencia, Chaco, Argentina, 29 de enero de 1988) es un futbolista argentino. Juega de delantero, mide 1,80 metros y su club actual es Gimnasia y Esgrima de Jujuy

## Clubes

### Como jugador
| Club                        | País      | Año         |
| --------------------------- | --------- | ----------- |
| Club Altos Hornos Zapla     | Argentina | 2005 - 2006 |
| Gimnasia y Esgrima de Jujuy | Argentina | 2006 - 2012 |